# 007 언리미티드
《007 언리미티드》(The World Is Not Enough)는 1999년 영국의 스파이 영화로서, 이언 프로덕션스 프로덕션의 《007 시리즈》의 19번째 작품이다. 이 영화의 감독은 마이클 앱티드이며 원작 스토리는 닐 퍼비스와 로버트 웨이드, 그리고 브루스 페어스타인이 맡았다. 이 영화의 제목은 1963년 소설 여왕폐하 대작전(On Her Majesty's Secret Service)의 한 줄에서 가져온 것이다.

## 줄거리
빌바오에서 MI6 요원 제임스 본드는 스위스 은행원 라셰즈를 만나 M의 친구이자 영국 석유 재벌인 로버트 킹 경을 위한 돈을 회수한다. 본드는 MI6 요원의 암살자를 식별하기 위해 은행원을 심문하지만, 라셰즈는 이 정보를 밝히기도 전에 살해당하고 본드는 돈과 함께 탈출할 수밖에 없다. 런던 MI6 본부에서 그 돈에는 킹을 죽이는 폭발물이 들어있었다는 것이 밝혀진다. 본드는 템스강에서 보트로 암살자를 밀레니엄 돔까지 쫓고, 그곳에서 그녀는 열기구를 통해 탈출을 시도한다. 본드는 그녀에게 보호를 제안하지만, 그녀는 본드가 자신을 보호할 수 없을 것이라고 두려워하며 거부하고 자신의 목숨을 희생하여 열기구를 폭파시킨다.
본드는 회수된 돈을 국가보안위원회 요원에서 테러리즘으로 전향한 르나르에게 추적한다. MI6의 이전 암살 시도 이후, 르나르는 뇌에 총알이 박혀 통증에 면역이 되었지만 결국 죽을 것이다. M은 본드에게 르나르가 이전에 납치하여 몸값을 요구했던 킹의 딸 일렉트라를 보호하라고 지시한다. 본드는 아제르바이잔으로 날아가고, 그곳에서 일렉트라는 석유 파이프라인 건설을 감독하고 있다. 산맥에 제안된 파이프라인 노선을 둘러보는 동안, 본드와 일렉트라는 설상차를 탄 암살단에게 공격받는다.
본드는 일렉트라를 공격한 자들에 대한 정보를 얻기 위해 카지노에서 발렌틴 주콥스키를 방문한다. 그곳에서 본드는 일렉트라가 하이 카드 드로우 게임에서 즉시 100만 달러를 잃는 것을 보고 의심스러워하며, 그녀의 보안 책임자인 사샤 다비도프가 비밀리에 르나르와 한패라는 것을 발견한다. 본드는 다비도프를 죽이고 카자흐스탄에 있는 구 소련의 대륙간 탄도 미사일 기지로 향하는 비행기에 탑승한다. 러시아 과학자로 위장한 본드는 해체 작업을 감독하는 러시아군과 협력하는 미국 핵물리학자 크리스마스 존스 박사를 만난다. 르나르는 핵탄두에서 GPS 위치 추적 카드와 무기 등급 플루토늄 코어를 제거한다. 본드가 그를 죽이기 전에, 존스가 본드의 정체를 폭로한다. 르나르는 폭탄을 훔쳐 도망치고, 모든 사람을 죽게 내버려 둔다. 본드와 존스는 위치 추적 카드와 함께 폭발하는 사일로에서 탈출한다.
아제르바이잔에서 본드는 M에게 일렉트라가 겉보기만큼 순진하지 않을 수 있으며, 르나르에게 붙잡힌 동안 스톡홀름 증후군에 빠졌을 수 있다고 경고한다. 그는 도난의 증거로 그녀에게 위치 추적 카드를 건넨다. 알람이 울리며 도난당한 폭탄이 석유 터미널로 향하는 파이프라인 검사 피그에 부착되어 있다는 것을 밝힌다. 본드와 존스는 폭탄을 비활성화하기 위해 파이프라인에 들어가고, 존스는 플루토늄의 절반이 없어진 것을 발견한다. 그들은 장비에서 뛰어내리고 파이프의 한 부분이 파괴된다. 본드와 존스는 사망한 것으로 추정된다. 지휘 본부로 돌아온 일렉트라는 르나르를 위한 미끼로 자신을 사용한 것에 대한 복수로 아버지를 죽였다고 밝힌다. 그녀는 몸값을 지불하지 말라고 아버지에게 조언한 것에 대해 원망하는 M을 납치한다.
본드는 카스피해에 있는 주콥스키의 캐비아 공장에서 그를 만나고 일렉트라의 헬리콥터들에게 공격받는다. 주콥스키는 일렉트라와의 약속이 그의 카지노에서 베팅을 통해 돈을 받는 대가로 흑해 함대에 있는 주콥스키의 조카가 지휘하는 오래된 소련 시대 잠수함을 사용하는 것이었다고 밝힌다. 일행은 이스탄불로 가고, 그곳에서 존스는 르나르가 훔친 플루토늄을 잠수함의 핵 반응기에 넣으면 그 결과로 발생하는 노심 용융이 이스탄불을 파괴하고, 보스포루스 해협을 통과하는 주요 대체 석유 파이프라인을 방해할 것이라는 것을 깨닫는다. 이스탄불을 우회하도록 계획된 일렉트라의 파이프라인은 가치가 증가할 것이다. 주콥스키의 부하 불이 지휘 본부를 폭파하기 전에 본드는 크즈 쿨레시에서 위치 추적 카드 신호를 받는다. 주콥스키는 의식을 잃고, 본드와 존스는 일렉트라의 부하들에게 붙잡힌다. 존스는 르나르의 부하들에게 점령당한 잠수함에 태워진다. 본드는 탑으로 끌려가고, 그곳에서 일렉트라는 가로트로 그를 고문하며 자신의 납치가 더 그럴듯하게 보이도록 귀의 일부를 잘랐다고 밝힌다. 주콥스키와 그의 부하들은 탑을 점령하지만, 주콥스키는 일렉트라에게 총을 맞는다. 죽기 전에 주콥스키는 자신의 지팡이 총을 사용하여 본드를 풀어주고, 본드는 M을 풀어주고 일렉트라를 죽인다.
본드는 잠수함을 쫓아 잠수함에 탑승하여 존스를 풀어준다. 잠수함은 보스포루스 해협으로 가라앉으면서 선체가 파열된다. 본드는 르나르와 싸우고 플루토늄 봉을 그의 가슴에 발사하여 그를 찔러 죽인다. 본드와 존스는 잠수함에서 탈출하고, 침수된 반응기는 수중에서 폭발한다. 나중에 그들은 MI6 위성에게 감시당하면서 이스탄불에서 새해를 축하하고 성관계를 가진다. M은 크리스마스와 본드의 행동에 경악하지만, Q의 후계자인 본드의 병참 담당 "R"은 그들의 성적인 활동을 위성 화면의 결함으로 치부한다.

## 주연
- 피어스 브로스넌: 제임스 본드 역
- 소피 마르소: 엘렉트라 킹 역
- 데니즈 리처즈: 닥터 크리스마스 존스 역

## 출연
- 로버트 칼라일: 레나드 역
- 로비 콜트레인: 발렌틴 주코브스키 역
- 주디 덴치: M 역
- 데스몬드 르웰린: Q 역
- 존 클리즈: R 역
- 마리아 그라지아 쿠시노타: 시가 걸 역
- 사만다 본드: 미스 머니페니 역
- 마이클 키친: 빌 태너 역
- 콜린 살몬: 찰스 로빈슨 역
- 골디: 불 역
- 데이빗 칼더: 로버트 킹 역
- 세레나 스캇 토마스: 몰리 웜플래쉬 박사 역
- 울리히 톰센: 클로드 올리버 루돌프

## 한국어 더빙 성우진 MBC (2002년 2월 12일)
- 박일 - 제임스 본드 (피어스 브로스넌)
- 송도영 - 엘렉트라 (소피 마르소)
- 신성호 - 르나드 (로버트 칼라일)
- 박영희 - 존스 박사 (데니즈 리처즈)
- 김은영 - M (주디 덴치)
- 박태호 - Q (데스몬드 르웰린)
- 권혁수
- 최상기
- 이철용
- 송준석
- 이상범
- 김서영
- 김지영
- 이상훈
- 최한
- 표영재